# Paul Weinstein
Paul Ludwig Weinstein (Wallendorf, Schkopau, Saxònia-Anhalt, 5 d'abril de 1878 - Wiemelshausen, Bochum, Rin del Nord-Westfàlia, 16 d'agost de 1964) va ser un atleta alemany que va competir a primers del segle xx.
El 1904 va prendre part en els Jocs Olímpics de Saint Louis, on guanyà la medalla de bronze en la prova del salt d'alçada del programa d'atletisme. També disputà la prova del salt amb perxa, on fou setè.
El 1906 a prendre part en els Jocs Intercalats d'Atenes, on disputà fins a sis proves del programa d'atletisme: salt d'alçada aturat i en moviment, salt de llargada aturat i en moviment, triple salt i javelina. La vuitena posició final en el salt d'alçada fou la millor classificació d'aquestes proves.